# 藤井麻衣
藤井 麻衣（ふじい まい、1月4日 - ）は日本の女性声優。広島県出身。血液型はA型。身長は159cm。
以前はオフィス野沢、メディアフォース（預かり）に所属していた。

## 出演作品

### テレビアニメ
- きらりん☆レボリューション（観客、客、スタッフ）
- 極上!!めちゃモテ委員長（女の子）
- 極上!!めちゃモテ委員長 セカンドコレクション（女子）
- 遊戯王5D's

### ゲーム
- Φなる・あぷろーち2 〜1st priority〜